# Vanilla cucullata
Vanilla cucullata là một loài thực vật có hoa trong họ Lan. Loài này được Kraenzl. ex J.Braun & K.Schum. miêu tả khoa học đầu tiên năm 1889.